# Firat Arslan
Firat Arslan est un boxeur allemand d'origine turque né le 28 septembre 1970 à Friedberg.

## Carrière
Champion d'Europe EBU des lourds-légers en 2004, il remporte le titre WBA par intérim aux dépens de Valery Brudov le 16 juin 2007 puis le titre régulier contre Virgil Hill le 24 novembre 2007 (Jean-Marc Mormeck puis David Haye étant considéré par la WBA super champion à la même époque).
Champion à part entière après le passage de Haye dans la catégorie poids lourds en juin 2008, Arslan s'incline au 10e round face à Guillermo Jones le 27 septembre 2008 et met un terme à sa carrière.
Après 2 ans d'absence, Firat Arslan décide alors de remonter sur le ring afin de conquérir la ceinture WBA des lourds-légers par intérim. Le 3 juillet 2010, il est opposé au Français Steve Hérélius et s'incline finalement par arrêt de l'arbitre à l'issue du 11e round.
Le 1er avril 2011, il est opposé au tchèque Michal Bilak et s'impose par K.O technique. Après cette victoire, Arslan s'empare de la ceinture IBF International des lourds-légers le 15 juillet 2011 après un combat remporté face à Lubos Suda, par K.O technique au 5e round.